# Clorură

Clorura este, în chimia anorganică, un anion, mai exact un radical de halogenură. Clorurile (compușii care conțin acest ion) sunt săruri ale metalelor cu acidul clorhidric.